# Cathy Overton-Clapham
Cathy Overton-Clapham (ur. 19 lipca 1969 w Winnipeg) – kanadyjska curlerka, mistrzyni świata z 2008, pięciokrotna mistrzyni kraju. Do sezonu 2009/2010 była wicekapitanem i trzecią w zespole Jennifer Jones.
W 1989 Overton-Clapham poprowadziła drużynę Manitoby do mistrzostwa Kanady juniorów i reprezentowała kraj na MŚJ 1990. Turniej w Portage la Prairie zakończyła zdobyciem brązowego medalu.
Rok później, jako trzecia u Kathie Allardyce, po raz pierwszy zakwalifikowała się do Tournament of Hearts. Ekipa Allardyce uplasowała się na 8. miejscu. Do zawodów tej rangi powróciła w 1995 wraz z zespołem Connie Laliberte. Manitoba dotarła do finału i pokonała tam Albertę (Cathy Borst) 6:5. Kanadyjki zdobyły srebrne medale MŚ 1995, w ostatnim meczu uległy Szwedkom (Elisabet Gustafson) 5:6.
Następny występ w rozgrywkach krajowych jako Team Canada Overton-Clapham zakończyła w półfinale, gdzie została pokonana 6:5 przez Otario (Marilyn Bodogh). Na tym samym miejscu kończyła swoje dwa późniejsze występy, w 1999 Manitoba przegrała z Kanadą (Cathy Borst) 4:10, a w 2000 z Kolumbią Brytyjską (Kelley Law) 6:7.
W sezonie 2000/2001 stworzyła własną drużynę, z którą doszła do finału prowincji 2003, gdzie przegrała na rzecz Barb Spencer. Rok później Overton-Clapham dołączyła do zespołu Jennifer Jones. Z nowym składem zdobyła swoje drugie mistrzostwo kraju pokonując w finale Jenn Hannę z Ontario 8:6. W MŚ Kanada przegrała mecz o brąz. Późniejszy występ Overton-Clapham w Scotties Tournament of Hearts 2006 zakończył się zajęciem 2. miejsca. Po roku reprezentacja Manitoby pokonana przez Kelly Scott odpadła w półfinale.
Rywalizacja w mistrzostwach Kanady w latach 2008–2010 kończyła się triumfami Jones. Zespół z Winnipeg pokonał w finałach Shannon Kleibrink, Marlę Mallett i Kathy O’Rourke. W trzech następnych występach Kanadyjki kwalifikowały się do play-offów. W 2008 przegrały pierwszy mecz z Chinkami (Wang Bingyu) 5:7, jednak po wygranym półfinale (9:8 przeciwko Moe Meguro) w meczu finałowym Jones zrewanżowała się Azjatkom, wynikiem 7:4 Cathy Overton-Clapham zdobyła swój pierwszy tytuł mistrzyni świata. W 2009 Kanadyjki zajęły 4. miejsce przegrywając dwa mecze w fazie zasadniczej. Gdy w 2010 ponownie były gospodyniami przegrały 6:3 górny mecz przeciwko Niemkom (Andrea Schöpp) i 4:10 półfinał ze Szkotkami (Eve Muirhead). W mecz u o brązowy medal ekipa kanadyjska zwyciężyła nad Cecilią Östlund ze Szwecji.
22 kwietnia 2010, po zakończeniu sezonu, pozostałe zawodniczki z drużyny Jones ogłosiły, że Overton-Clapham w następnym sezonie nie będzie z nimi grać. Pozycję trzeciej zajęła Kaitlyn Lawes. Cathy Overton-Clapham w sezonie 2010/2011 stworzyła swoją własną drużynę i wygrała Manitoba Scotties Tournament of Hearts 2011 pokonując w finale Chelsea Carey.
Overton-Clapham z wysokimi wygranymi w World Curling Tour przed Mistrzostwami Kanady 2011 była wysoko notowana. Reprezentantki Manitoby wygrały jednak tylko 4 mecze i sklasyfikowano je na 9. miejscu. Podczas mistrzostw odbył się pierwszy mecz przeciwko Jennifer Jones, który Overton-Clapham wygrała 8:6.
W sezonie 2013/2014 Cathy Overton-Clapham dołączyła do zespołu Crystal Webster, w którym grała na trzeciej pozycji.
Overton-Clapham trzykrotnie (1997, 2005 i 2009) bez sukcesów startowała w Canadian Olympic Curling Trials. Zespoły, w których grała zajmowały 7. i dwa razy 6. lokatę. Należy do wąskiego grona osób, które 5 razy sięgnęły po mistrzostwo Kanady, oprócz niej są to: Joyce McKee, Mary Anne Arsenault, Nancy Delahunt, Kim Kelly. Tylko Colleen Jones zdobyła ten tytuł w sześciu turniejach.

## Wielki Szlem
| Turniej                | 2006/2007 | 2007/2008 | 2008/2009 | 2009/2010 | 2010/2011 | 2011/2012 | 2012/2013 | 2013/2014 | 2014/2015 |
| ---------------------- | --------- | --------- | --------- | --------- | --------- | --------- | --------- | --------- | --------- |
| Autumn Gold            | x         | W         | x         | W         | x         | W         | x         | x         | SF        |
| Manitoba Lotteries     | F         | F         | QF        | F         | F         | SF        | x         | QF        | A*        |
| Colonial Square        | ?*        | ?*        | ?*        | ?*        | A*        | A*        | x         | x         | A         |
| Masters                | ?*        | ?*        | A*        | ?*        | A*        | x*        | x         | A         | W         |
| Canadian Open          | —         | —         | —         | —         | —         | —         | —         | —         |           |
| Players’ Championships | W         | x         | W         | QF        | x         | F         | A         | x         |           |

| —  | = turniej nie odbył się                          |
| A  | = nie uczestniczyła                              |
| x  | = nie zakwalifikowała się do fazy finałowej      |
| QF | = ćwierćfinał                                    |
| SF | = półfinał                                       |
| F  | = finał                                          |
| W  | = zwycięstwo                                     |
| *  | = turniej niezaliczany do cyklu Wielkiego Szlema |

### Nierozgrywane
| Turniej               | 2006/2007 | 2007/2008 | 2008/2009 | 2009/2010 | 2010/2011 |
| --------------------- | --------- | --------- | --------- | --------- | --------- |
| Wayden Transportation | QF        | x         | W         | —         | —         |
| Sobeys Slam           | —         | x         | x         | —         | SF        |

## Drużyna
|           | Czwarta               | Trzecia               | Druga               | Otwierająca            |
| --------- | --------------------- | --------------------- | ------------------- | ---------------------- |
| 2014/2015 | Amber Holland         | Cathy Overton-Clapham | Sasha Carter        | Chelsey Matson         |
| 2013/2014 | Crystal Webster       | Cathy Overton-Clapham | Geri-Lynn Ramsay    | Samantha Preston       |
| 2012/2013 | Cathy Overton-Clapham | Jenna Loder           | Ashley Howard       | Breanne Meakin         |
| 2011/2012 | Cathy Overton-Clapham | Breanne Meakin        | Jenna Loder         | Ashley Howard          |
| 2010/2011 | Cathy Overton-Clapham | Breanne Meakin        | Leslie Wilson       | Raunora Westcott       |
| 2007/2010 | Jennifer Jones        | Cathy Overton-Clapham | Jill Officer        | Dawn Askin             |
| 2006/2007 | Jennifer Jones        | Cathy Overton-Clapham | Jill Officer        | Dana Allerton          |
| 2005/2006 | Jennifer Jones        | Cathy Overton-Clapham | Jill Officer        | Georgina Wheatcroft    |
| 2004/2005 | Jennifer Jones        | Cathy Overton-Clapham | Jill Officer        | Cathy Gauthier         |
| 2003/2004 | Cathy Overton-Clapham | Jill Thurston         | Kim Overton         | Jennifer Lamont-Penner |
| 1998/2000 | Connie Laliberte      | Cathy Overton-Clapham | Debbie Jones-Walker | Janet Arnott           |
| 1994/1996 | Connie Laliberte      | Cathy Overton-Clapham | Cathy Gauthier      | Janet Arnott           |
| STOH 1991 | Kathie Allardyce      | Cathy Overton-Clapham | Laurie Ellwood      | Jill Proctor           |
| 1989/1990 | Cathy Overton         | Tracy Baldwin         | Carol Harvey        | Tracy Bush             |